# S’Amarador
S’Amarador ist ein Sandstrand im Südosten der spanischen Baleareninsel Mallorca. Er befindet sich an der Westseite der Cala Mondragó, einem Meereseinschnitt mit mehreren kleinen Nebenbuchten an der mallorquinischen Ostküste. Bei s’Amarador münden zwei Sturzbäche (Torrents) ins Mittelmeer, von denen der südlichere nach dem Strand Torrent de s’Amarador heißt. Beide führen nur selten Wasser. amarar bedeutet „wassern/wässern“. Die Feuchtstellen wurden früher als Nasslager für gefällte Baumstämme genutzt. Der Torrent de s’Amarador bildet vor dem Strand ein Feuchtgebiet mit dem Teich Estany de s’Amarador, der zeitweise trockenfällt.

## Lage und Beschreibung

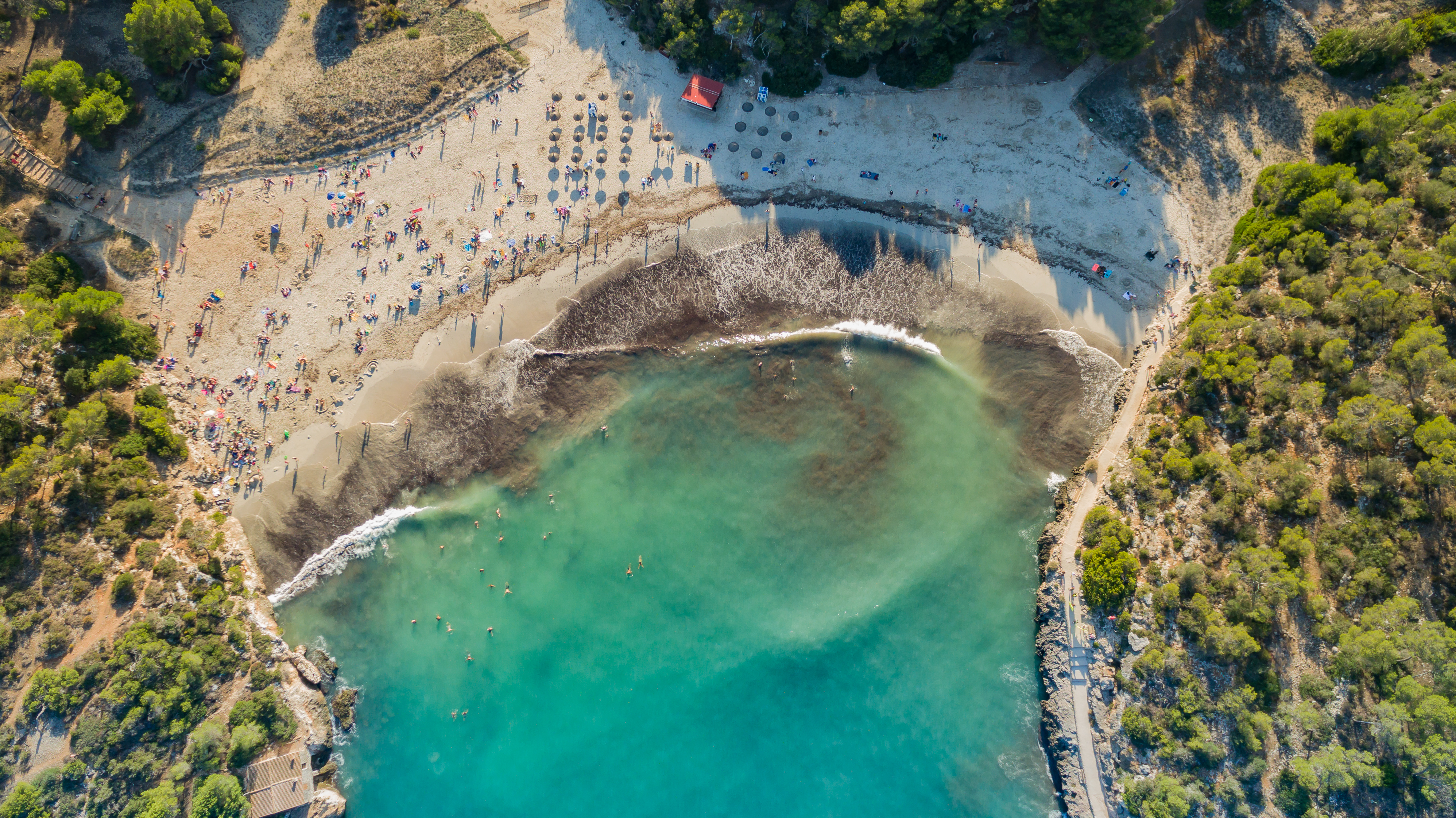
Luftbild

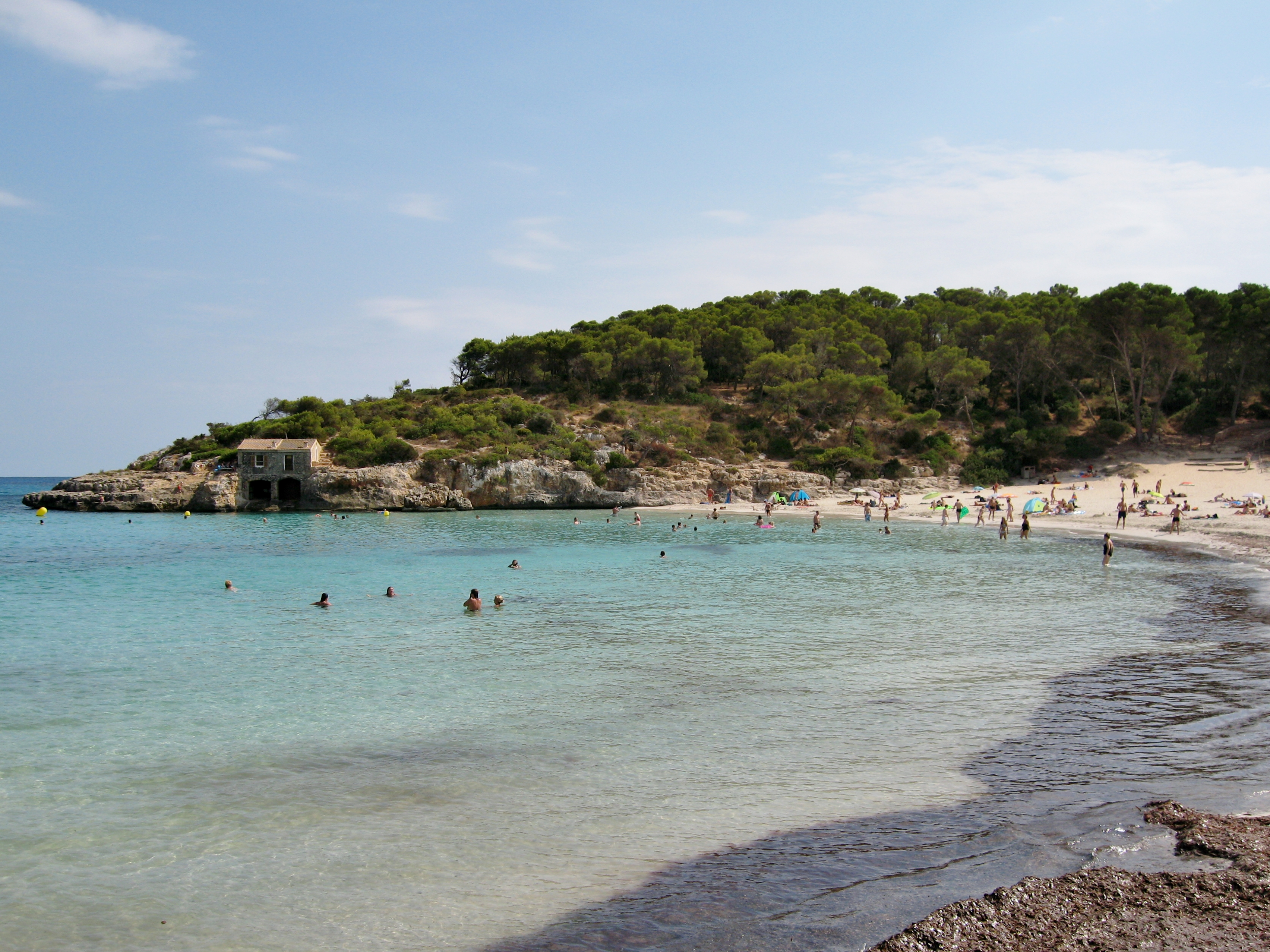
Punta de ses Gatoves

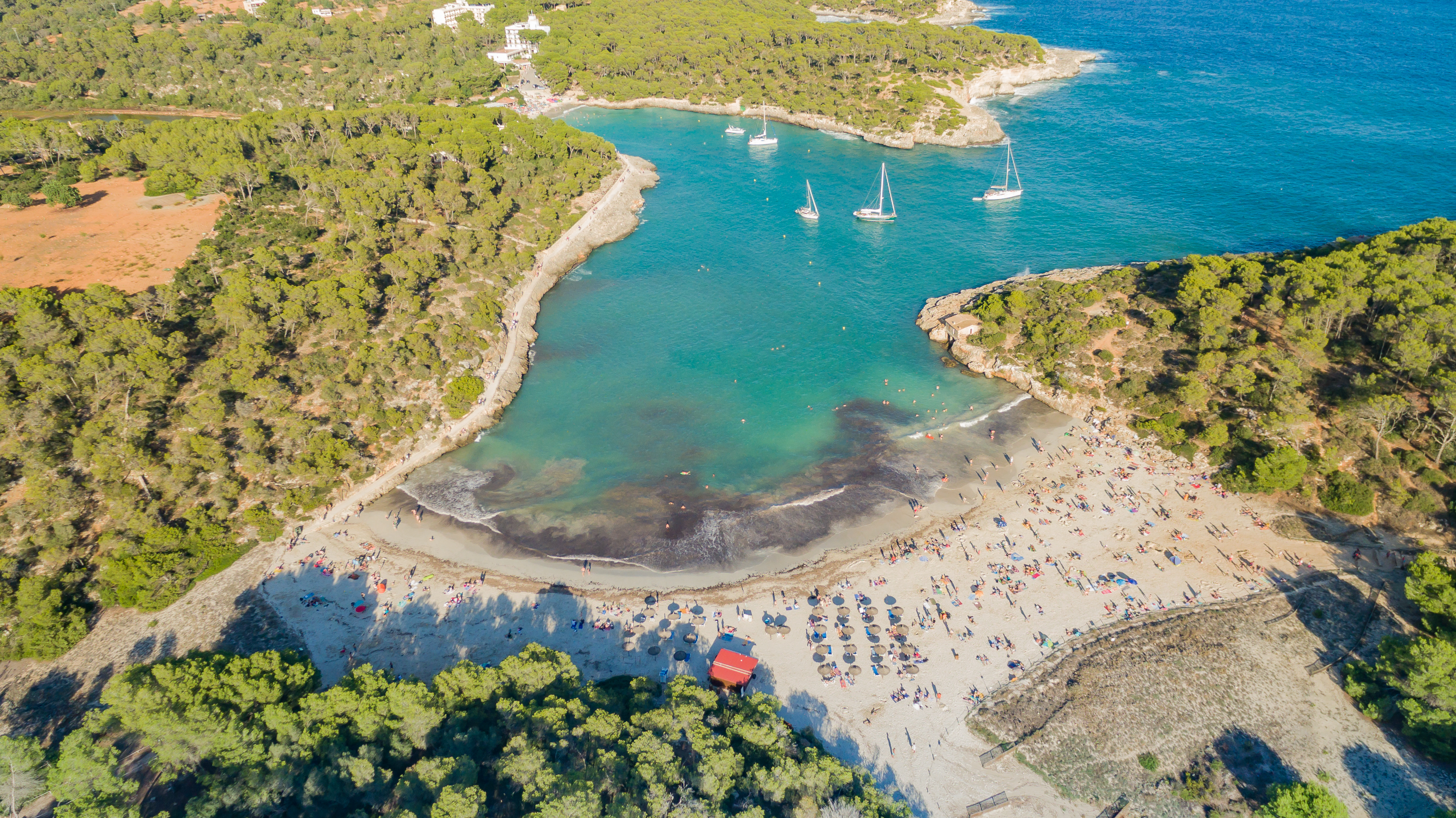
Cala Mondragó

Die Bucht Mondragó ist Namensgeber eines Naturparks, der sich auf 765,69 Hektar um die Bucht östlich der Kleinstadt Santanyí erstreckt. Die Cala Mondragó liegt dabei etwa fünf Kilometer östlich der Stadt, die Hauptort der gleichnamigen Gemeinde Santanyí ist. S’Amarador ist der größte der drei Sandstrände von Mondragó, zu denen noch ses Fonts de n’Alís im Norden, an der Nebenbucht Caló d’en Garrot (auch Caló de ses Fonts de n’Alís), und der Strand der nordöstlichen Caló des Borgit gehören. Die nächsten Ortschaften, ausgenommen kleinerer näher liegender Siedlungen (Urbanisationen), sind Portopetro im Nordosten und das südwestliche Cala Figuera.
Der Strand von s’Amarador ist trotz der etwas abgelegenen Lage Ziel vieler Touristen. Neben den Gästen der nahe ses Fonts de n’Alís befindlichen Hotels wird er auch von Tagesbesuchern frequentiert, was wohl auf Werbung seitens der Tourismusbranche zurückzuführen ist, die die Cala Mondragó als eine der „schönsten Buchten Mallorcas“ vermarktet. Hinter dem sauberen Sandstrand, der flach ins Wasser abfällt, steht eine kleine hölzerne Bar mit einigen Strandliegen und Sonnenschirmen davor. Den westlichen Abschluss des Strandes zum Wald bilden kleine Dünen, die mit Stranddisteln und Strandhafer bestanden sind. Durch die geschützte Lage innerhalb der Cala Mondragó wird s’Amarador oft durch Privatyachten angelaufen, wobei Badegäste und Schiffsverkehr durch Bojen voneinander abgegrenzt sind. Der Strand wird regelmäßig durch Rettungsschwimmer überwacht.
In Richtung Westen und Südwesten führt ein Küstenwanderweg von s’Amarador um das Kap Punta de ses Gatoves zur kleinen Felsenbucht der Caló d’en Perdiu und weiter zum Kap es Blanquer, dem südlichen Buchtende der Cala Mondragó. Nordöstlich des Strandes s’Amarador wurde ein etwa 300 Meter langer Betonweg entlang der Felsküste gebaut, auf dem man zum Nachbarstrand ses Fonts de n’Alís gelangt. Dort befinden sich größere Bars und Souveniergeschäfte sowie im hinteren Bereich mehrere kleine Hotels, die in der Zeit vor der Deklarierung des Naturparks gebaut wurden. Teile des Naturparkgebietes hinter den Stränden sind nur eingeschränkt zugänglich, da sich etwa 88 Prozent der Fläche in Privatbesitz befinden. Es wird empfohlen, die ausgeschilderten Wege zu benutzen. Hinweise dazu gibt es in der Naturparkverwaltung, die sich am Parkplatz 500 Meter oberhalb des Strandes ses Fonts de n’Alís befindet.

## Zugang

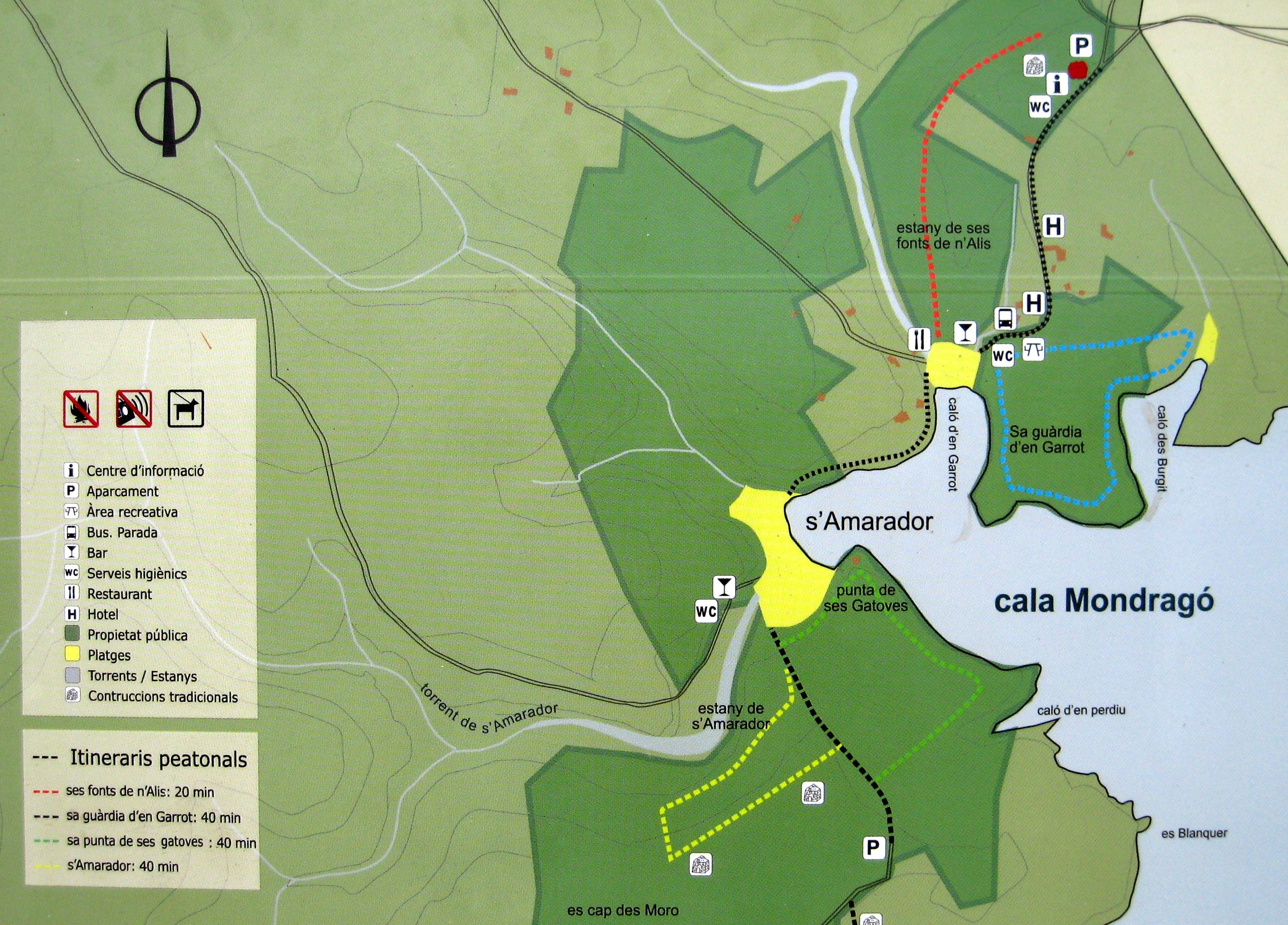
Cala Mondragó

Von Santanyí kommend von der Landstraße MA-6102 in Richtung Cala Figuera nach etwa 1,9 Kilometern am Kreisverkehr halb links dem Camí des Cap de sa Paret folgen. Durch landwirtschaftlich genutzte Flächen, vorbei an der kleinen Siedlung Cap des Moro, endet die Straße am Waldrand des Kiefernwaldes, der die Cala Mondragó umgibt. Dort befindet sich ein Parkplatz, von dem der Strand von s’Amarador auf einem Fußweg nach etwa 360 Metern zu erreichen ist.

## Belege
- Naturpark Mondragó, Informationsblatt mit Karten des Govern de les Illes Balears, Conselleria de Medi Ambient, erhältlich in der Naturparkverwaltung